# Rosswag
Die Edelstahl Rosswag, auch Rosswag GmbH, ist ein mittelständisches Metallverarbeitungsunternehmen mit Sitz in Kleinsteinbach,  Gemeinde Pfinztal, im Landkreis Karlsruhe. Das Unternehmen beschäftigt rund 200 Mitarbeiter in kaufmännischer Abteilung, Produktion (Schmiede, Metall 3D-Druck) und Fertigbearbeitung (Dreherei, Fräsbearbeitung, Erodieren).

## Unternehmensgeschichte
Ernst Wenz und August Roßwag gründeten im Jahr 1911 die Firma. Ursprünglich als Schmiede gegründet, erweiterte man das Unternehmen im Jahr 1925 mit einer mechanischen Werkstätte in Kleinsteinbach. 1972 wurde der gesamte Betrieb aus dem Ortsbereich an den heutigen Standort verlegt. In den späten 90er Jahren wurde die Firma um eine Fertigungshalle für mechanische Zerspanung erweitert.
Mit der 2014 gegründeten Sparte „Rosswag Engineering“ hat die Rosswag GmbH ihre Aktivität unter anderem um die Bereiche Entwicklung und Beratung (Ingenieur Dienstleistungen) sowie Selektives Laserschmelzen (SLM, Metall 3D-Druck) und Metallpulverherstellung erweitert. Zum Einsatz kommt die SLM 280 HL der Firma SLM Solutions Group AG.

## Glockenklöppel
Eine traditionelle Spezialität des Unternehmens sind geschmiedete Glockenklöppel für historische Großglocken weltweit unter anderem für die Glocken in der Frauenkirche Dresden, für den Speyerer Dom, für die Pummerin im Wiener Stephansdom, für den Dicken Pitter im Kölner Dom, für die Glocken im Freiburger Münster, 2006 für die Gloriosa des Erfurter Doms, für die Friedensglocke des Alpenraumes und für die weltweit größte schwingend geläutete Glocke in der Nationalkathedrale in Bukarest.
Für den Bau der Klöppel wird ein eigens hergestellter und patentierter weicher Stahl verwendet.